# Divino presagio
«Divino presagio» es una canción compuesta e interpretada por el músico argentino Luis Alberto Spinetta en el álbum Don Lucero de 1989, noveno álbum solista y 22º en el que tiene participación decisiva.
El tema está ejecutado por Spinetta (guitarra, voz y programación), Juan Carlos "Mono" Fontana (teclados), Guillermo Arrom (primera guitarra), Javier Malosetti (bajo), Jota Morelli (batería) y Chofi Faruolo (programación y bajos sequencer).

## Contexto
El mundo y Argentina vivían momentos convulsionados. En noviembre de ese año caería el Muro de Berlín dando inicio al fin de la Guerra Fría iniciada en 1947 y a la disolución de la Unión Soviética dos años después. Comenzaba así el período histórico conocido como globalización, con la generalización de la reglas neoliberales.
En Argentina ese año se realizaron las primeras elecciones para renovar un gobierno democrático desde 1951, resultando ganador el Partido Justicialista con la candidatura presidencial de Carlos Menem. Por primera vez en la historia argentina un presidente democrático transmitía el poder a un presidente democrático de otro partido. Spinetta había participado activamente en la campaña electoral apoyando al candidato derrotado, Eduardo Angeloz de la Unión Cívica Radical. Pero al mismo tiempo en marzo había estallado un brote hiperinflacionario que hundió en la pobreza a la mayor parte de la población, a la vez que sucesivas leyes de impunidad dejaban en libertad a los criminales que habían cometido crímenes de lesa humanidad en las décadas de 1970 y 1980.

## El álbum
Luego de Téster de violencia, un álbum conceptual diseñado para provocar una reflexión sobre la violencia poniendo al cuerpo en el centro, Spinetta buscó hacer un álbum que se orientara en la dirección inversa. Parafraseando su propia reflexión, si Téster había sido un álbum para pensar, Don Lucero era un álbum para sentir:

Está centrado en los sentidos y en los sentimientos, no en el pensar. No hay ninguna historia contada. No hay narración, sino imágenes e impresiones. No es por vía del entendimiento que se ingresa a este disco, no es como en Téster de violencia que se podían realizar largas explicaciones intelectuales. Aquí en cambio, muchas letras no dicen nada. Las letras no existían de antes, guardadas en un cajón o apuntadas en una libreta, como sí fue el caso de Téster, sino que surgieron y brotaron de la música... Después de hablar del cuerpo el paso siguientes es lo transmigratorio, la no materia, lo que viene después del testeo.
Luis Alberto Spinetta

## El tema
El tema es el quinto track (primero del Lado 2) del álbum solista Don Lucero, un álbum sensorial de Spinetta, que reúne del Lado 2 las canciones más duras y herméticas. Fue elegido por Spinetta para abrir el show de interpretación del álbum en el teatro Ópera realizado en mayo de 1990.
Se trata de un tema muy rápido que en muchos recitales la banda omitía. Coherente con el espíritu del álbum, la letra dice "quiero sentir así, ya no quiero aprender" y circula por una serie de situaciones reunidas por la sensación del presagio que el estribillo reitera:

Es que a veces existe un divino presagio
solo a veces existe un divino presagio.
«Divino presagio», Luis Alberto Spinetta